# Dino Zoff
Pour les articles homonymes, voir Zoff.
Dino Zoff (prononcé : [ˈdiːno ˈdzɔf]), né le 28 février 1942 à Mariano del Friuli en Italie, est un footballeur italien évoluant au poste de gardien de but, devenu par la suite entraîneur puis dirigeant de football.
En raison de son palmarès et de son exceptionnelle longévité, il est considéré comme l'un des plus grands gardiens de but de l'histoire du football, l'un des plus grands joueurs de football italiens ainsi qu'un des plus grands noms du sport italien. Champion d'Europe en 1968 puis vice-champion du monde en 1970 avec l'équipe d'Italie, il remporte finalement la Coupe du monde en 1982 en tant que capitaine. Âgé alors de 40 ans, il est le plus vieux vainqueur d'une Coupe du monde. Finaliste malheureux de la coupe des clubs champions avec la Juventus en 1973 et 1983, il détient le record du joueur le plus âgé à avoir disputé une finale.
Il apparaît dans nombre de listes des meilleurs joueurs de football du XXe siècle. En 2004, Pelé l'intègre dans sa liste FIFA 100, réunissant les 125 plus grands joueurs encore vivants. La même année, pour le 50e anniversaire de l'UEFA, la Fédération italienne le choisit comme le Golden Player (« Joueur d'or ») italien des cinquante dernières années.

## Biographie
Dino Zoff naît à Mariano del Friuli, dans la province de Gorizia au Frioul-Vénétie Julienne.

### Joueur

#### Carrière en club
La carrière de Dino Zoff commence par un échec. À 14 ans, il est en effet rejeté aux tests d'entrée de l'Inter Milan ainsi que de la Juventus à Turin. En cause, une taille jugée trop modeste pour jouer dans les buts. Ne mesurant alors que 1m60 mais déterminé à faire carrière il ira jusqu'à manger huit œuf crus par jour pour stimuler sa croissance.
Il doit alors se rabattre sur le modeste club de Marianese pour débuter.
Mais cinq ans plus tard, en 1961, avec 33 centimètres de plus, il est engagé à 19 ans par l'Udinese, club de Serie A. Ses débuts à Udine sont délicats, et Zoff n'est que rarement titulaire. Il dispute le premier match de sa carrière en Serie A le 24 septembre 1961 lors d'une défaite 5-2 contre la Fiorentina (avec deux doublés d'Aurelio Milani et de Kurt Hamrin), avec des buts qualifiés d'imparables par le Corriere dello Sport. Il doit attendre l'année suivante et la relégation de son équipe en Serie B pour enfin faire parler de lui. Au total, il joue 39 matchs pour 57 buts encaissés avec le grand club de sa région natale, le Frioul.

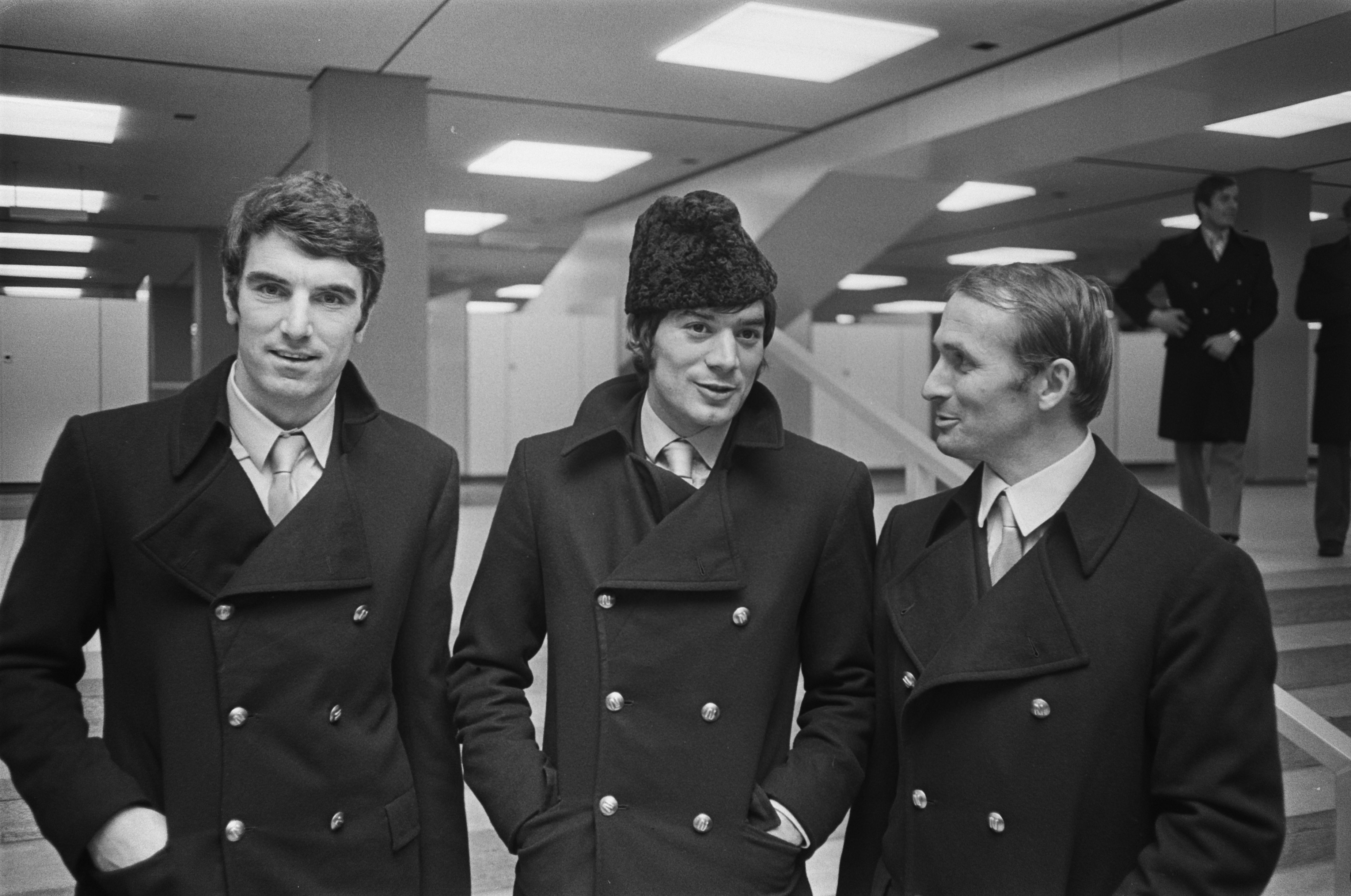
Zoff (gauche) avec le SSC Naples en 1970, à côté des Antonio Juliano et Kurt Hamrin, à Schiphol pour le voyage à la Coupe des villes de foires contre l'Ajax Amsterdam.

Ensuite engagé par le club de Mantoue pour la somme de 30 millions de lires, il s'affirme comme un des meilleurs gardiens italiens. Malgré cela, il n'est pas appelé pour disputer la Coupe du monde de football 1966 avec la Squadra Azzurra. Il dispute en tout 131 matchs en quatre saisons avec le club mantouan (dont 111 buts encaissés), jouant sa dernière rencontre le 1er juin 1967 lors d'une victoire 1-0 sur l'Inter.
Il attire ensuite l'attention d'Achille Lauro, propriétaire du quotidien Il Roma et du SSC Naples. En 1968, Zoff est transféré à Naples le dernier jour du mercato d'été à minuit, pour la somme de 120 millions de lires plus le gardien Claudio Bandoni. Il joue son premier match sous les couleurs napolitaines le 24 septembre 1967 lors d'une victoire 1-0 sur l'Atalanta, et son dernier le 12 mars 1972 lors d'une défaite 2-0 à Milan contre l'Inter. Au total, il a disputé 143 rencontres en Campanie, pour 110 buts encaissés (il disputa notamment tous les matchs du club sans interruption durant cette période).

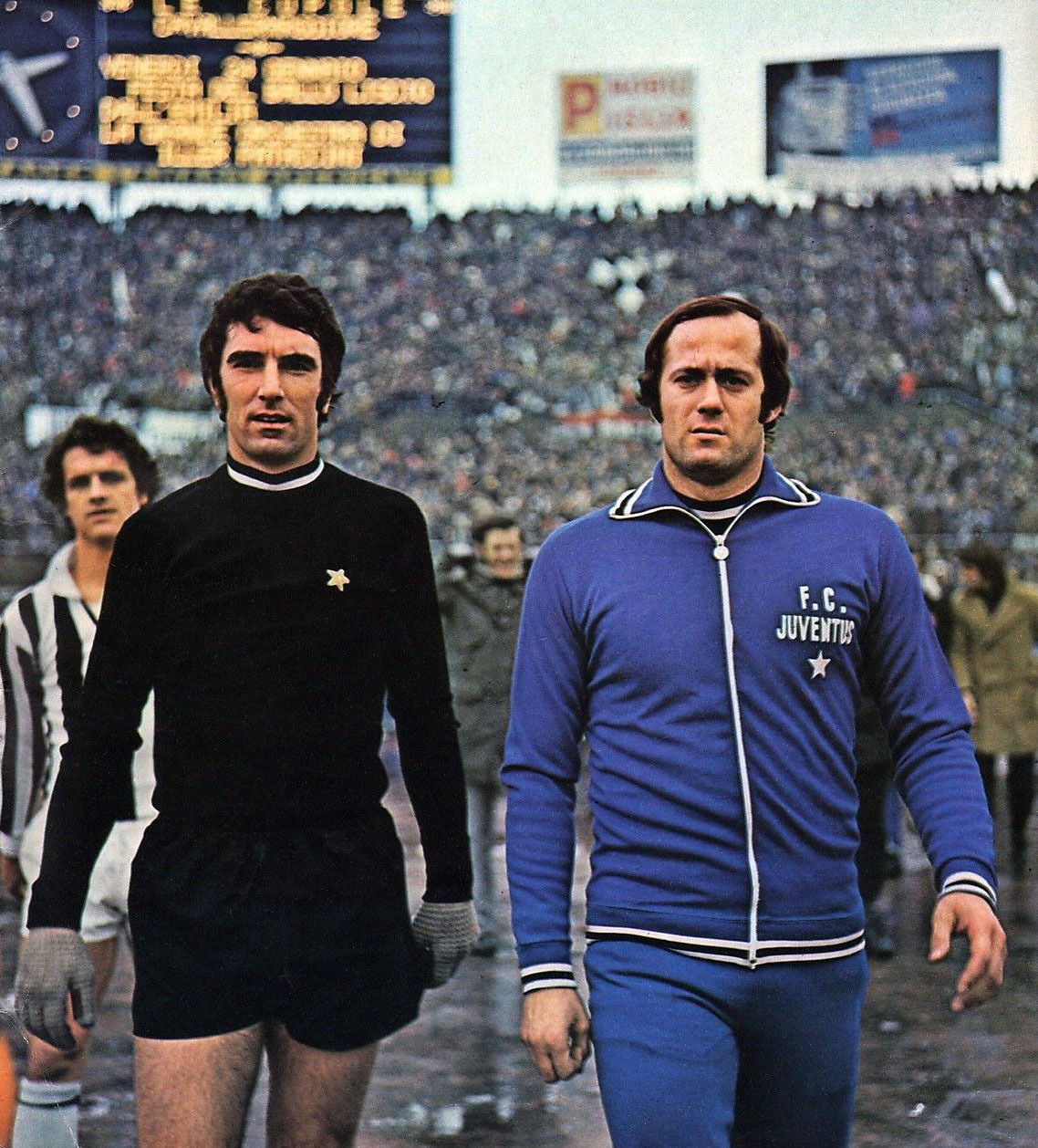
Zoff (gauche) avec la Vieille Dame en 1975, au stade communal de Turin, à côté de son remplaçant Massimo Piloni ; en arrière-plan, Fabio Capello.

Surnommé SuperDino, il fait rebondir sa carrière en signant en 1972 à la Juventus. Avec la Vieille Dame, il dispute son premier match le 27 août 1972 en coupe d'Italie lors d'un succès 3-0 sur Foggia, son premier match européen le 13 septembre 1972 lors d'une défaite 1-0 en coupe des clubs champions contre l'Olympique de Marseille, et son premier match en championnat le 24 septembre 1972 lors d'une victoire 2-0 sur le terrain de Bologne. C'est à la fin de sa première saison bianconera qu'il remporte le premier titre de sa carrière avec le scudetto de 1972-1973. Sa première véritable reconnaissance internationale sur le plan individuel a lieu en 1973 lorsqu'il termine à la deuxième place au classement final du Ballon d'or. Il reste en tout onze saisons à la Juve, y glanant la bagatelle de six titres de champion d'Italie (1972-1973, 1974-1975, 1976-1977, 1977-1978, 1980-1981, 1981-1982), deux coupes nationales (1978-1979, 1982-1983), sans oublier une victoire en Coupe UEFA en 1976-1977.

#### Carrière en sélection
C'est à la suite de son transfert pour le Napoli qu'il effectue enfin ses débuts en sélection, à 26 ans. Sa première sélection a lieu à Naples le 20 avril 1968 lors d'une victoire 2-0 sur la Bulgarie. Il remporte ensuite dans la foulée le Championnat d'Europe 1968 en tant que titulaire (il y dispute deux matchs), pour son quatrième match seulement avec l'Italie.
Ensuite en grande concurrence au poste de titulaire avec Enrico Albertosi, il est seulement remplaçant lors du Mondial 1970, compétition lors de laquelle il ne dispute aucun match, et dispute quatre ans plus tard la coupe du monde 1974 où l'Italie est éliminée dès le premier tour (et où il dispute trois matchs). Il détient également le record mondial de la plus longue période passée sans concéder un but en sélection (1142 minutes consécutives), entre le 20 septembre 1972 lorsque Zoff encaissa un but à la 72e lors d'une victoire 3-1 contre la Yougoslavie, et le 15 juin 1974 à la suite d'un but marqué par Emmanuel Sanon à la 46e lors d'une victoire 3-1 contre Haïti.

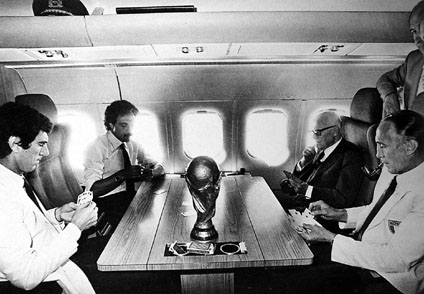
Franco Causio, le président italien Sandro Pertini, Zoff (en bas à gauche) et le sélectionneur Enzo Bearzot à leur retour d'Espagne avec la coupe du monde 1982 à peine remportée.

En 1977, après la retraite internationale de Giacinto Facchetti, Zoff devient le nouveau capitaine de la Nazionale. En 1978 et 1980, Zoff et sa sélection termine respectivement aux quatrième place de la coupe du monde (sept matchs disputés pour sa première compétition internationale en tant que capitaine) et du championnat d'Europe des nations (quatre matchs disputés).
Son plus grand fait d'armes est bien son titre de champion du monde au Mundial 1982 (où il joue en tout sept matchs), au crépuscule de sa carrière, un an à peine avant de prendre sa retraite, à l'âge de 40 ans, ce qui fait de lui le vainqueur le plus âgé de ce trophée. Il est le seul joueur italien à avoir remporté le championnat d'Europe des nations et la coupe du monde avec la sélection italienne.
Zoff détient également une sélection symbolique avec l'équipe d'Europe en 1982. Il dispute à 41 ans sa dernière sélection le 29 mai 1983 lors d'une défaite 2-0 contre la Suède à Göteborg, après avoir porté les couleurs italiennes durant 15 ans (pour un total de 112 rencontres et 83 buts encaissés). Il est le premier joueur de l'histoire du football italien à avoir atteint la barre des 100 sélections.

### Entraîneur et dirigeant
À la fin de sa carrière de footballeur, il entame alors une nouvelle carrière d'entraîneur, tout d'abord dans les rangs de la FIGC, qui le nomme à la tête de la sélection olympique. Zoff réussit à se qualifier pour les Jeux olympiques d'été de 1988 à Séoul, avant d'être remplacé en Corée du Sud par Francesco Rocca où l'Italie finit quatrième.
Il intègre ensuite le staff technique de la Juventus, dont il devient l'entraîneur de 1988 à 1990. Limogé par les Bianconeri malgré une victoire en Coupe UEFA en 1990, il part alors rejoindre la Lazio, alors propriété de Sergio Cragnotti, dont il devient le président en 1994. En 1997, il accepte même la grosse responsabilité de devenir président-entraîneur du club après le départ de Zdeněk Zeman.
Mais l'appel du terrain reste le plus fort, et en 1998, il accepte de prendre en main la Squadra Azzurra. Il ne s'en faudra que de quelques secondes pour que Zoff passe du statut de potentiel héros à celui d'entraîneur maudit. Pratiquant un jeu ouvert et offensif, l'équipe d'Italie séduit et se hisse jusqu'en finale de l'Euro 2000, après notamment une victoire héroïque contre les Pays-Bas en demi-finale. Mais en finale, l'Italie subit l'une des défaites les plus cruelles de son histoire en perdant contre la France dans les arrêts de jeu un match qu'elle menait. Zoff démissionne quelques jours plus tard après avoir subi de violentes critiques de la part de Silvio Berlusconi.
De retour ensuite à la Lazio de Rome, Zoff est démis de ses fonctions après un calamiteux début de saison 2001.
En 2005, on fait à nouveau appel à lui pour assurer un intérim de six mois à la Fiorentina et pour éviter au club une relégation en Serie B italienne.

## Statistiques
| Saison         | Club           | Championnat    | Championnat | Championnat | Coupe d'Italie | Coupe d'Italie | Coupe d'Europe | Coupe d'Europe | Coupe d'Europe | Autres | Autres | Autres | Total  | Total |
| Saison         | Club           | Comp.          | Matchs      | Buts        | Matchs         | Buts           | Comp.          | Matchs         | Buts           | Comp.  | Matchs | Buts   | Matchs | Buts  |
| -------------- | -------------- | -------------- | ----------- | ----------- | -------------- | -------------- | -------------- | -------------- | -------------- | ------ | ------ | ------ | ------ | ----- |
| 1961-1962      | AC Udinese     | A              | 4           | -9          | 0              | 0              | -              | -              | -              | -      | -      | -      | 4      | -9    |
| 1962-1963      | AC Udinese     | B              | 34          | -45         | 1              | -3             | -              | -              | -              | -      | -      | -      | 35     | -48   |
| Total Udinese  | Total Udinese  | Total Udinese  | 38          | -54         |                | 1              | -3             | -              | -              |        | -      | -      | 39     | -57   |
| 1963-1964      | AC Mantoue     | A              | 27          | -25         | 0              | 0              | -              | -              | -              | -      | -      | -      | 27     | -25   |
| 1964-1965      | AC Mantoue     | A              | 32          | -37         | 1              | -2             | -              | -              | -              | -      | -      | -      | 33     | -39   |
| 1965-1966      | AC Mantoue     | B              | 38          | -26         | 1              | -2             | -              | -              | -              | -      | -      | -      | 39     | -28   |
| 1966-1967      | AC Mantoue     | A              | 34          | -23         | 1              | -1             | -              | -              | -              | -      | -      | -      | 35     | -24   |
| Total Mantova  | Total Mantova  | Total Mantova  | 131         | -111        | 3              | -5             |                | -              | -              |        | -      | -      | 134    | -116  |
| 1967-1968      | SSC Naples     | A              | 30          | -24         | 2              | -2             | CdF            | 4              | -7             | -      | -      | -      | 36     | -33   |
| 1968-1969      | SSC Naples     | A              | 30          | -25         | 5              | -7             | CdF+CA         | 3+0            | -3             | -      | -      | -      | 38     | -35   |
| 1969-1970      | SSC Naples     | A              | 30          | -21         | 3              | -3             | CdF+CAI        | 6+0            | -6             | -      | -      | -      | 39     | -30   |
| 1970-1971      | SSC Naples     | A              | 30          | -17         | 11             | -13            | -              | -              | -              | -      | -      | -      | 41     | -30   |
| 1971-1972      | SSC Naples     | A              | 23          | -23         | 11             | -13            | CU             | 2              | -2             | -      | -      | -      | 36     | -38   |
| Total Napoli   | Total Napoli   | Total Napoli   | 143         | -110        | 32             | -38            |                | 15             | -18            |        | -      | -      | 190    | -166  |
| 1972-1973      | Juventus FC    | A              | 30          | -22         | 11             | -10            | CC             | 9              | -5             | -      | -      | -      | 50     | -37   |
| 1973-1974      | Juventus FC    | A              | 30          | -26         | 9              | -4             | CC             | 2              | -4             | CInt   | 1      | -1     | 42     | -35   |
| 1974-1975      | Juventus FC    | A              | 30          | -19         | 10             | -8             | CU             | 10             | -10            | -      | -      | -      | 50     | -37   |
| 1975-1976      | Juventus FC    | A              | 30          | -24         | 4              | -4             | CC             | 4              | -6             | -      | -      | -      | 38     | -34   |
| 1976-1977      | Juventus FC    | A              | 30          | -20         | 5              | -2             | CU             | 12             | -7             | -      | -      | -      | 47     | -29   |
| 1977-1978      | Juventus FC    | A              | 30          | -17         | 4              | -2             | CC             | 7              | -4             | -      | -      | -      | 41     | -23   |
| 1978-1979      | Juventus FC    | A              | 30          | -20         | 9              | -7             | CC             | 2              | -2             | -      | -      | -      | 41     | -29   |
| 1979-1980      | Juventus FC    | A              | 30          | -25         | 4              | -1             | CdC            | 8              | -5             | -      | -      | -      | 42     | -31   |
| 1980-1981      | Juventus FC    | A              | 30          | -15         | 8              | -8             | CU             | 4              | -8             | TdC    | 3      | -4     | 45     | -35   |
| 1981-1982      | Juventus FC    | A              | 30          | -14         | 4              | -4             | CC             | 4              | -5             | -      | -      | -      | 38     | -23   |
| 1982-1983      | Juventus FC    | A              | 30          | -24         | 6              | -8             | CC             | 9              | -10            | -      | -      | -      | 45     | -42   |
| Total Juventus | Total Juventus | Total Juventus | 330         | -226        | 74             | -58            |                | 71             | -66            |        | 4      | -5     | 479    | -355  |
| Total          | Total          | Total          | 642         | -501        | 110            | -104           |                | 86             | -84            |        | 4      | -5     | 842    | -694  |

## Palmarès

### Joueur
| Juventus - Championnat d'Italie (6) : - Champion : 1972-73, 1974-75, 1976-77, 1977-78, 1980-81 et 1981-82. - Vice-champion : 1973-74 et 1982-1983 1975-76. - Coupe d'Italie (2) : - Vainqueur : 1978-79 et 1982-83. - Finaliste : 1972-73. - Coupe UEFA (1) : - Vainqueur : 1976-77. - Coupe des clubs champions : - Finaliste : 1972-73, 1982-83. - Coupe intercontinentale : - Finaliste : 1973. |  | Italie - Championnat d'Europe (1) : - Vainqueur : 1968. - Coupe du monde (1) : - Vainqueur : 1982. - Finaliste : 1970. |  | - Gardien européen de l'année (4) : - Vainqueur : 1973, 1980, 1981 et 1982. |

### Entraîneur
| Juventus - Coupe d'Italie (1) : - Vainqueur : 1989-90. - Coupe UEFA (1) : - Vainqueur : 1989-90. |  | Italie - Championnat d'Europe : - Finaliste : 2000. |  | - Seminatore d'oro (1) : - Vainqueur : 1990. |

### Hommages
Dino Zoff fait partie des onze joueurs à apparaître dans au moins onze des douze listes des meilleurs joueurs du XXe siècle sélectionnés par la Rec.Sport.Soccer Statistics Foundation en 2004.
Il apparaît par exemple au 47e rang du classement publié par le magazine anglais World Soccer, et au 22e rang du classement France Football sur la période 1930-1990.
Le 7 mai 2015, en présence du président du Comité national olympique italien (CONI), Giovanni Malagò, a été inauguré  le Walk of Fame du sport italien dans le parc olympique du Foro Italico de Rome, le long de Viale delle Olimpiadi. 100 tuiles rapportent chronologiquement les noms des athlètes les plus représentatifs de l'histoire du sport italien. Sur chaque tuile figure le nom du sportif, le sport dans lequel il s'est distingué et le symbole du CONI. L'une de ces tuiles lui est dédiée .

## Distinctions civiles
- : il est fait Commandeur de l'Ordre du Mérite de la République italienne le 25 octobre 1982[20], à l'initiative du Président de la République.
- : il est fait Grand officier de l'Ordre du Mérite de la République italienne le 12 juillet 2000[21], à l'initiative du Président de la République.